# Teignbridge
Teignbridge es un distrito no metropolitano del condado de Devon (Inglaterra). Tiene una superficie de 673,87 km². Según el censo de 2001, Teignbridge estaba habitado por 120 958 personas y su densidad de población era de 179,5 hab/km².